# 陸堅 (唐朝)
陆坚（?—?），本名陆友悌，唐朝河南府洛阳县（今河南省洛阳市）人。
陆坚开始担任汝州参军，因为友婿李慈伏诛，贬为涪州参军，后来担任通事舍人。诏书命他起复，派遣中官敦促，没有就任。以给事中兼学士。善于书法，唐玄宗嘉赏他刚正，赐名陆坚。跟随玄宗封泰山，被封为建安县男。玄宗待他甚厚，在宫中画像，亲自写赞。官至秘书监，去世时七十一岁。赠吏部尚书，谥号懿。